# Wyżeł niemiecki długowłosy
Wyżeł niemiecki długowłosy jest to jedna z ras psów należąca do grupy wyżłów, zaklasyfikowana do sekcji wyżłów kontynentalnych, w podsekcji psów w typie spaniela. Typ wyżłowaty. Podlega próbom pracy.

## Rys historyczny
Historia tej rasy sięga średniowiecza (VIII wiek - IX wiek), kiedy polowano na drobne ptactwo za pomocą sieci. Do tego typu pracy nadawały się psy zwane wówczas ptasznikami. Były one różnej wielkości, jednak zawsze posiadały długi włos tworzący na nogach tylnych portki a na ogonie chorągiew. Znane także były z zamiłowania do aportu z wody.
W okolicach końca XIX wieku w Niemczech, z linii ptaszników dawnego typu, ale także z psów gończych i wodnych, stworzono długowłose wyżły: płochacza niemieckiego, małego munsterlandera, dużego munsterlandera oraz właśnie wyżła niemieckiego długowłosego.
Pierwszy raz zaprezentowano tę rasę na wystawie psów w Hanowerze w 1879 roku. Wyżeł niemiecki długowłosy został tam przedstawiony wraz z wyżłem niemieckim krótkowłosym jako rodzime rasy niemieckie. Na tej samej wystawie ogłoszono także wzorzec obydwu ras.
Ostatecznie standard dla wyżła niemieckiego długowłosego został opracowany w 1897 roku przez hodowcę i wielbiciela tej rasy, barona Friedricha von Schorlemer-Alst.

## Wygląd

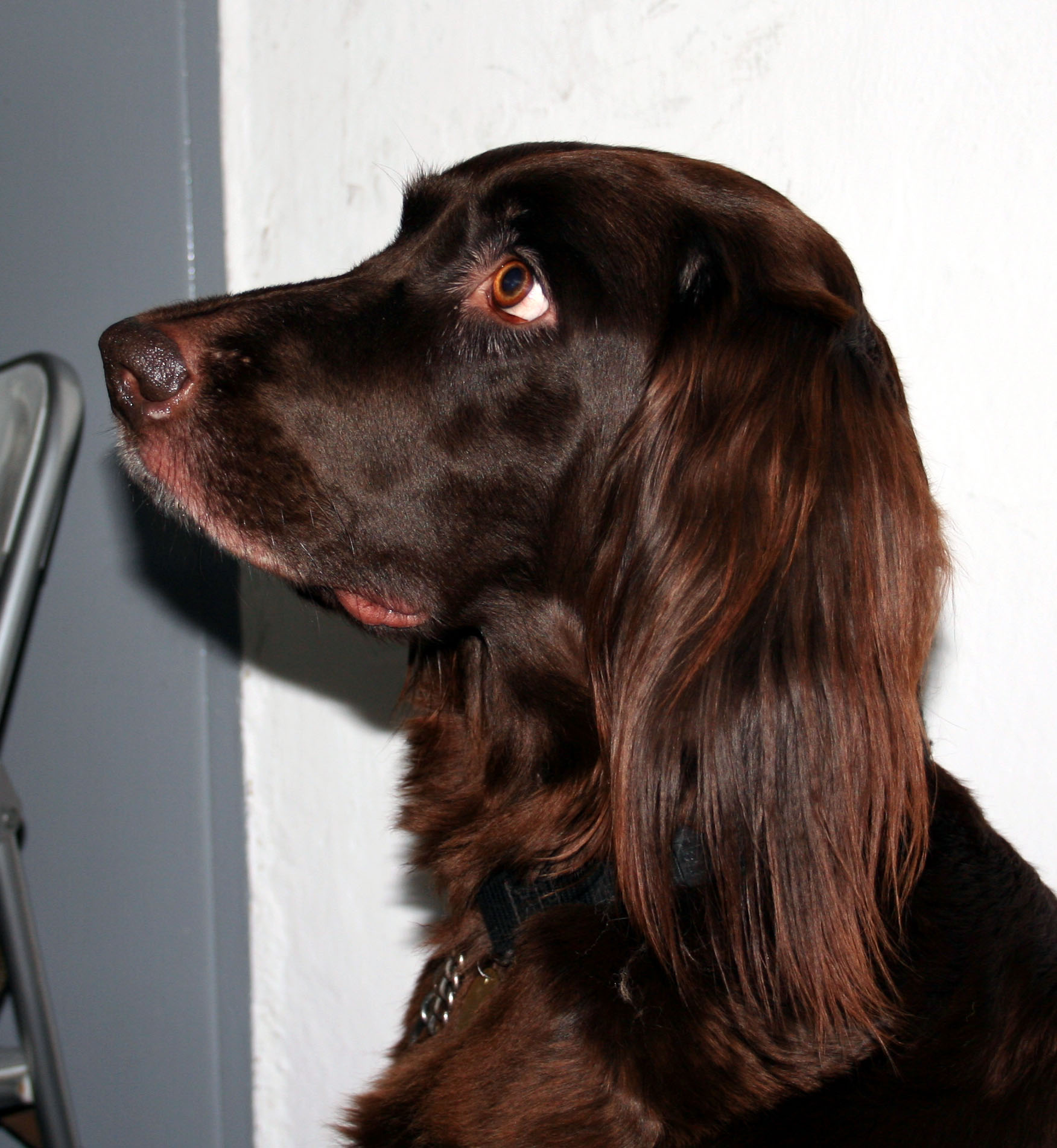
Głowa wyżła niemieckiego długowłosego

### Budowa
Sylwetka wyżła niemieckiego długowłosego jest mocna i dobrze umięśniona, nisko osadzona.
- Głowa jest wydłużona i pokryta długim włosem. Stop lekko się wznosi i nie jest zbyt mocno zaznaczony. Trufla jest brązowa z możliwymi jaśniejszymi znaczeniami.
- Tułów posiada głęboką i szeroką klatkę piersiową, sięgającą wysokości stawów łokciowych.
  - Kończyny tylne i przednie zarówno widziane z tyłu jak i z przodu tworzą linie proste, pionowe.
- Ogon jest noszony poziomo, ostatni fragment nieco wywija się do góry.

### Szata i umaszczenie
Szata jest jedwabista i długa, jednak nie powinno występować nadmierne owłosienie. Od spodniej strony ciała włos jest dłuższy. Na grzbiecie i kończynach włos dłuższy formuje pióro i portki, na ogonie – chorągiew. Na tułowiu jest on przylegający, gładki lub lekko pofalowany, z obfitym podszerstkiem.
Umaszczenie jakie występuje to: brąz, brąz ze znaczeniami białymi lub szarymi, dropiowate lub jaśniejszy deresz. Rzadko jest spotykane umaszczenie żółte podpalane, które jest spuścizną po gończych przodkach.

## Zachowanie i charakter
Wyżeł niemiecki długowłosy jest psem mocno przywiązującym się do właściciela, przyjaznym i aktywnym, o silnym instynkcie łowieckim. Czujny, potrafi być psem stróżującym, wobec osób mu nieznanych jest nieufny.

## Użytkowość
W kręgach myśliwskich był i jest ceniony jako wyżeł tropiący, aportujący z wody i lądu, a także cechuje się zaciętością na drapieżniki futerkowe.
Kiedy w latach 30. XX wieku, w środowiskach łowieckich, rozgorzała dyskusja na temat, czy wyżeł długowłosy, czy krótkowłosy lepiej spełnia się na polowaniach, to większą przychylnością myśliwych oraz popularnością wśród nich, cieszył się wyżeł krótkowłosy. Miało to związek z faktem, że polowano wtedy na kuropatwy już w okresie letnim, a wyżeł długowłosy był mniej odporny na ciepło i w porównaniu z krótkowłosym wolniej pracował. Jednak jego wytrzymałość w trzymaniu tropu i w pracy, zaciętość oraz wszechstronność w użytkowaniu sprawiły, że współcześnie jest hodowany m.in. przez leśników oraz właścicieli okręgów leśnych.

## Popularność
Wyżeł niemiecki długowłosy jest jedną z dziewięciu ras wyżłów zarejestrowanych w FCI przez Niemców. Z tej grupy najmniej popularnym jest duży munsterlander a najbardziej mały. Sam wyżeł niemiecki długowłosy uplasował się w popularności z tych ras pośrodku. W samych Niemczech jest znany, ale mało popularny.
W Polsce w okolicach okresu przed pierwszą wojną światową oraz okresu międzywojennego był hodowany przez właścicieli ziemskich na Pomorzu oraz w rejonach Pszczyny. Do roku 2000 rasa była spotykana sporadycznie, obecnie 25 wyżłów niemieckich długowłosych z polskich hodowli jest zarejestrowanych w PKR.
W 2012 roku wznowiono hodowlę tej rasy przez Hodowlę psów myśliwskich Zasadkowe Bory, która istnieje od 2006 r. i jest zarejestrowana w Związku Kynologicznym w Polsce, należącym do FCI.